# Simav
Simav − miasto w Turcji, w prowincji Kütahya. Według danych z 2005 roku miasto zamieszkiwało 109 968 osób. Miasto jest położone nad rzeką Simav.